# Théodore-Augustin Forcade
Théodore-Augustin Forcade MEP (ur. 2 marca 1816 w Wersalu, zm. 12 września 1885 w Aix-en-Provence) – francuski duchowny rzymskokatolicki, biskup, misjonarz w Japonii, Chinach i na Gwadelupie, arcybiskup Aix.

## Biografia
Théodore-Augustin Forcade urodził się 2 marca 1816 w Wersalu we Francji. 16 marca 1839 otrzymał święcenia prezbiteriatu i został kapłanem diecezji wersalskiej. Początkowo pracował jako wikariusz, a następnie był wykładowcą filozofii w Wyższym Seminarium Duchownym w Wersalu. 2 października 1842 wstąpił do Towarzystwa Misji Zagranicznych w Paryżu. W tym samym roku wyjechał na Daleki Wschód. Początkowo służył w Makau, a następnie na Riukiu.
27 marca 1846 papież Grzegorz XVI mianował go wikariuszem apostolskim Japonii i biskupem in partibus infidelium Samosu. Był on pierwszym biskupem mianowanym dla Japonii. 21 lutego 1847 w Hongkongu przyjął sakrę biskupią z rąk wikariusza apostolskiego Hubei i Hunanu Giovanniego Domenico Rizzolatiego OFMRef. Asystował mu prefekt apostolski Hongkongu o. Antonio Feliciani OFM.
Jako że w Japonii wciąż obowiązywała izolacjonistyczna polityka sakoku powrócił do Francji, gdzie bezskutecznie próbował zainteresować rząd ewangelizacją Japonii. 5 października 1847 podczas pobytu w Rzymie otrzymał nominację na proprefekta apostolskiego Hongkongu, pozostając wikariuszem apostolskim Japonii. Założył pierwszy sierociniec w Hongkongu. W 1850 zrezygnował z urzędu proprefekta apostolskiego Hongkongu.
Zawarł porozumienie z jezuitami, powierzając im misje w Japonii. W 1852, gdy Kongregacja Rozkrzewiania Wiary uznała, że przekroczył tym swoje uprawnienia, złożył rezygnację z urzędu wikariusza apostolskiego Japonii.
12 września 1853 został biskupem Gwadelupy i Basse-Terre na Antylach. 18 marca 1861 biskupem Nevers we Francji. 25 lipca 1873 przeniesiony na arcybiskupstwo Aix, gdzie pozostał do śmierci 12 września 1885 spowodowanej cholerą, którą zaraził się przy łóżku chorego.
Jako ojciec soborowy wziął udział w soborze watykańskim I.